# Biserica „Adormirea Maicii Domnului” din Zlatna
Biserica „Adormirea Maicii Domnului” din Zlatna este un monument istoric aflat pe teritoriul orașului Zlatna.
Biserica „Adormirea Maicii Domnului” este un exemplu rar de biserică veche românească zidită în stil gotic în prima jumătate a sec. XV, probabil 1424, de către Stănislav Hgavoru. Prezintă modificări baroce din anii 1696 și 1744 (altarul nou) și cu picturi murale interioare din sec. XV, XVIII, realizate în spiritul stilisticii bizantine.
De la Unirea cu Biserica Romei până în anul 1948 biserica a fost lăcaș de cult al Bisericii Române Unite. Comunitatea ortodoxă și-a construit în a doua jumătate a secolului al XVIII-lea o nouă biserică, Biserica „Sfântul Nicolae” și „Nașterea Maicii Domnului” din Zlatna, aflată în imediata vecinătate a celei vechi.
Biserica „Adormirea Maicii Domnului” a fost jefuită în data de 6 noiembrie 1784, în timpul Răscoalei lui Horea.

## Galerie

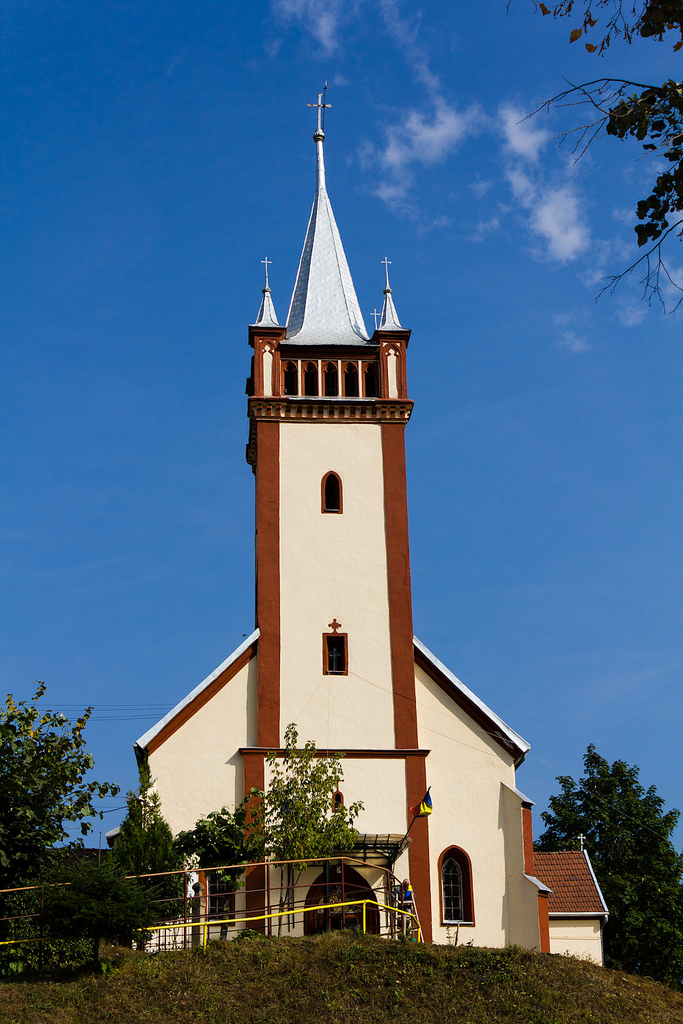
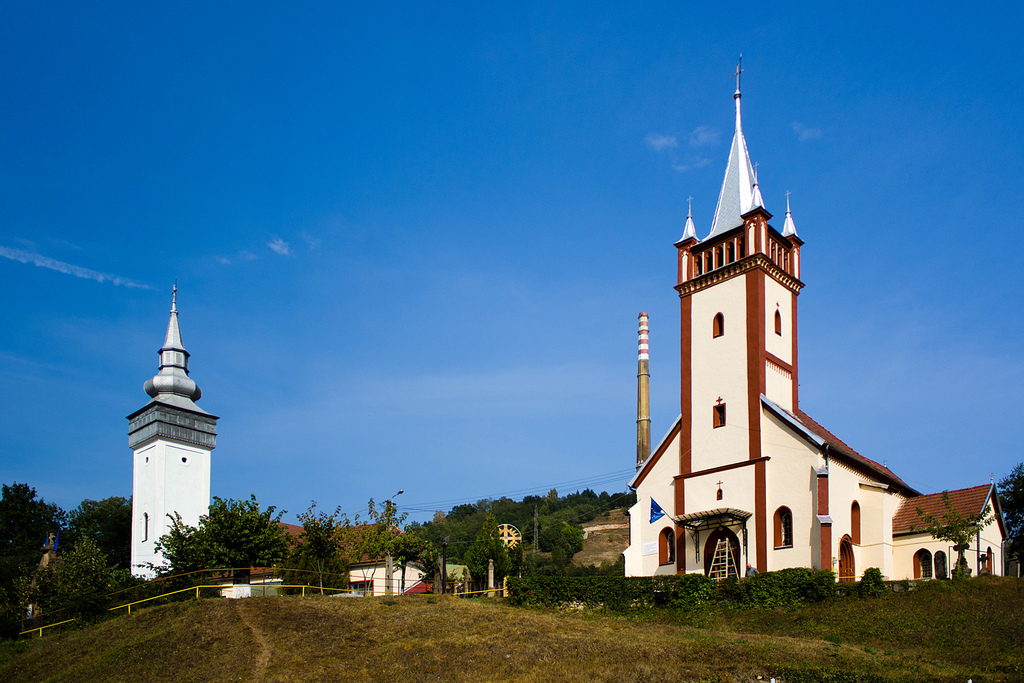
În stânga imaginii Biserica „Sfântul Nicolae” și „Nașterea Maicii Domnului”. În dreapta imaginii „Biserica Adormirea Maicii Domnului”.
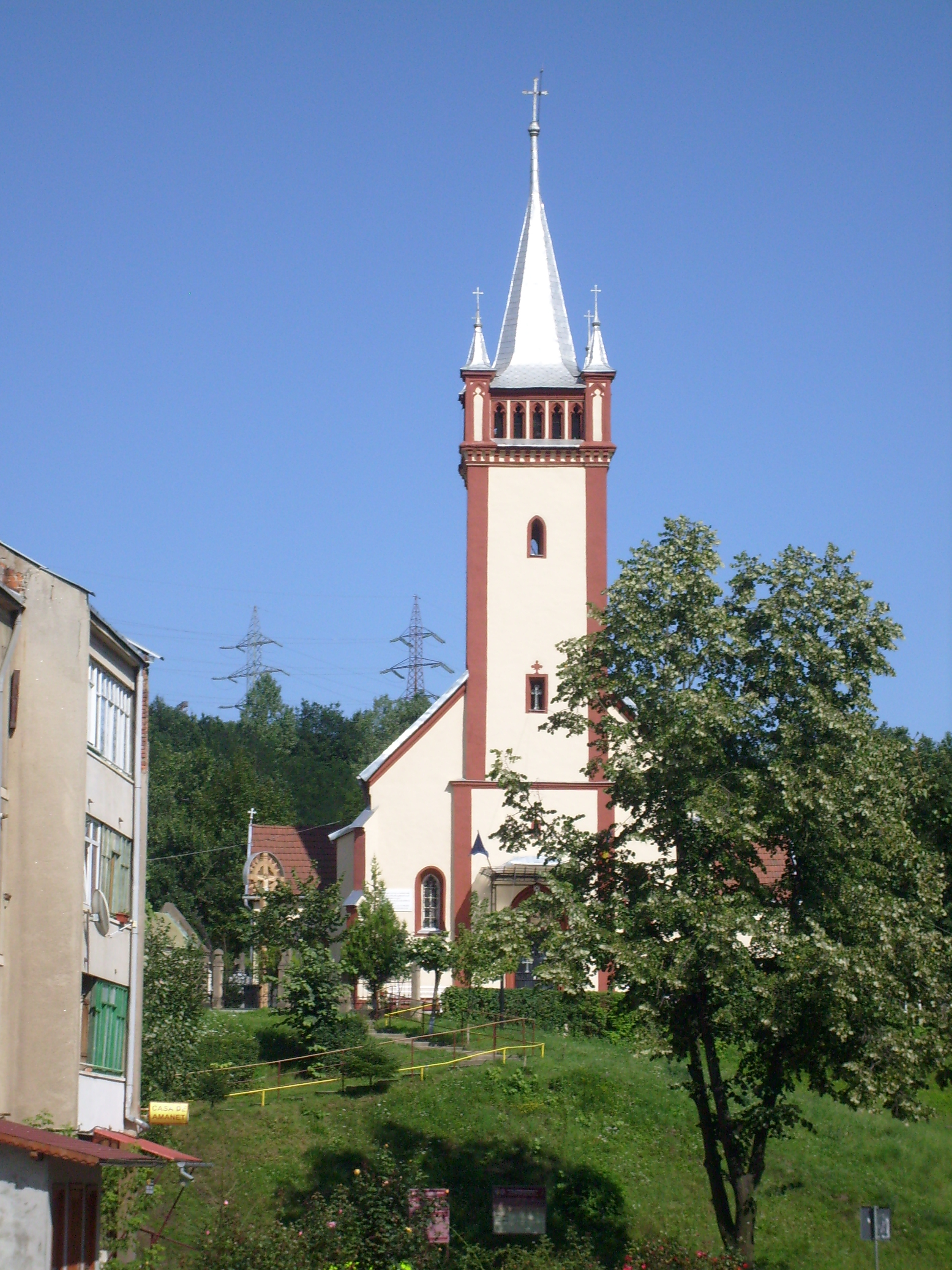
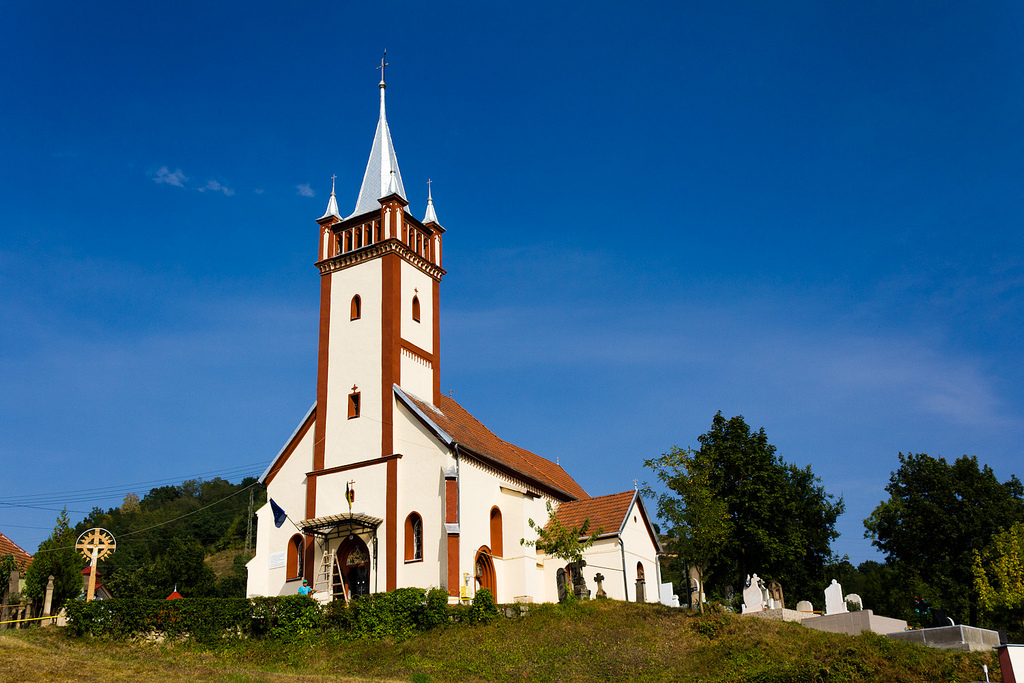